# Corazon (Belize)
Corazon (auch: Corazon Creek) ist ein Ort im Toledo District von Belize.
2010 hatte der Ort 188 Einwohner, hauptsächlich Angehörige des Volkes der Kekchí.

## Geografie
Der Ort liegt weit im Südwesten des Landes. Er wurde erst 1972 gegründet. Weiter westlich liegen nur noch Otoxha und Xpicilha, kurz vor der Grenze zu Guatemala. Corazon Creek und Go to Hell Creek sind die Flüsse in dem Gebiet, die zum Temash River nach Süden hin entwässern.
Die nächstgelegenen Orte im Nordosten sind Marbel Ha und San Lucas, sowie im Osten Sunday Wood und Conejo Creek.

## Klima
Nach dem Köppen-Geiger-System zeichnet sich durch ein tropisches Klima mit der Kurzbezeichnung Af aus.